# Observatoř Roque de los Muchachos
Observatoř Roque de los Muchachos (španělsky: Observatorio del Roque de los Muchachos, ORM) je astronomická observatoř umístěná na ostrově La Palma na Kanárských ostrovech. Nachází se u vrcholu hory Roque de los Muchachos a je zde postaveno více než deset významných dalekohledů. Řídí ji Instituto de Astrofísica de Canarias sídlící na vedlejším ostrově Tenerife.
Je zde umístěn Gran Telescopio Canarias, dalekohled s největším jednotlivým zrcadlem na světě o průměru 10,4 m. Z dalších velkých dalekohledů jde především o William Herschel Telescope (WHT) o průměru zrcadla 4,2 m.

## Historie
Observatoř byla založena v roce 1984, kdy sem byl z Anglie převezen Isaac Newton Telescope o průměru 2,54 m. V roce 2016 byl podepsána dohoda, že zde bude umístěna jedna ze soustav Čerenkovových detektorů – Cherenkov Telescope Array.
Nyní se o observatoři uvažuje (rok 2017) jako o vhodném náhradním místě pro stavbu Třicetimetrového dalekohledu, pokud by jej kvůli protestům domorodých obyvatel nešlo postavit na observatoři Mauna Kea na Havajských ostrovech.

## Další fotografie

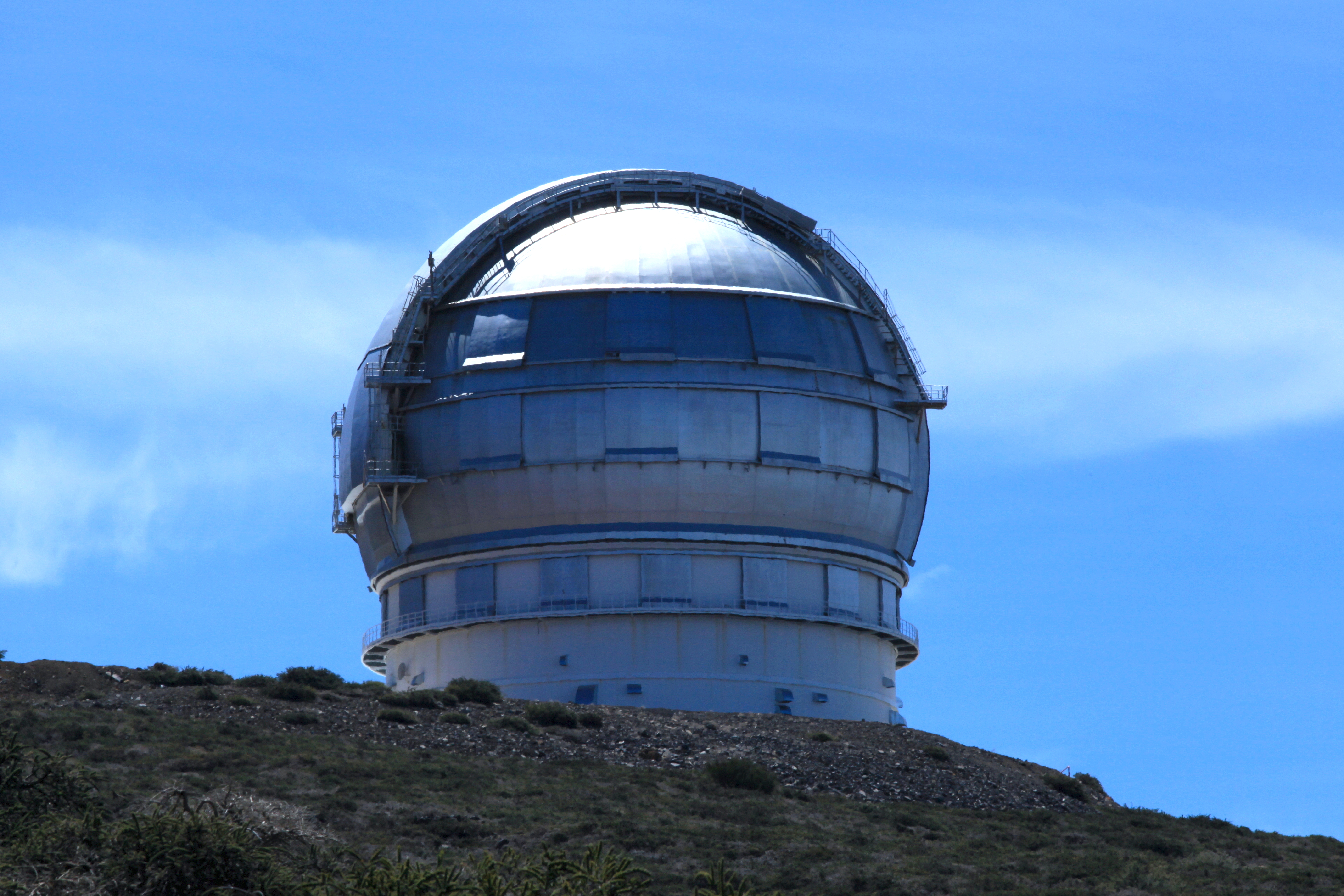
Gran Telescopio Canarias
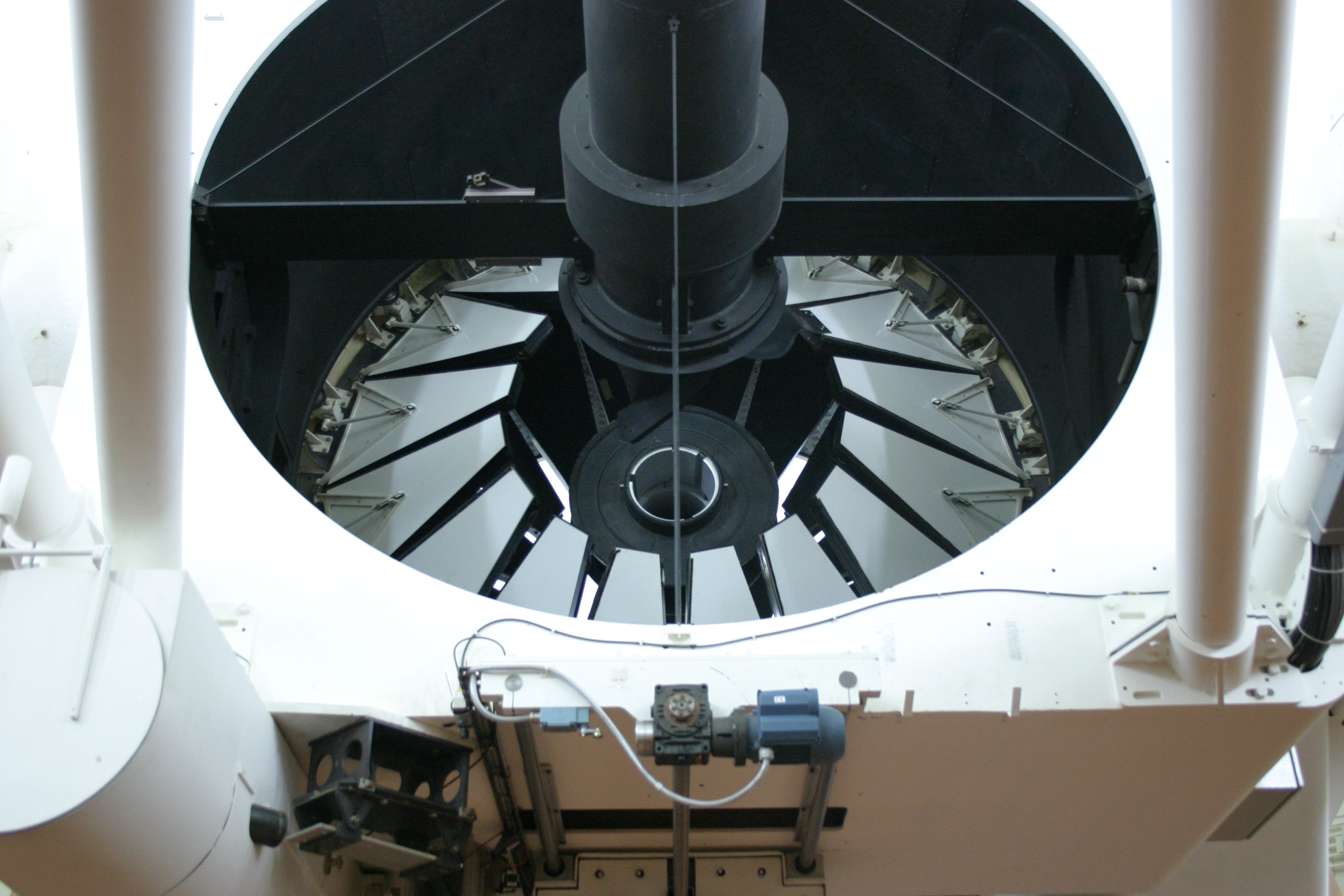
Isaac Newton Telescope
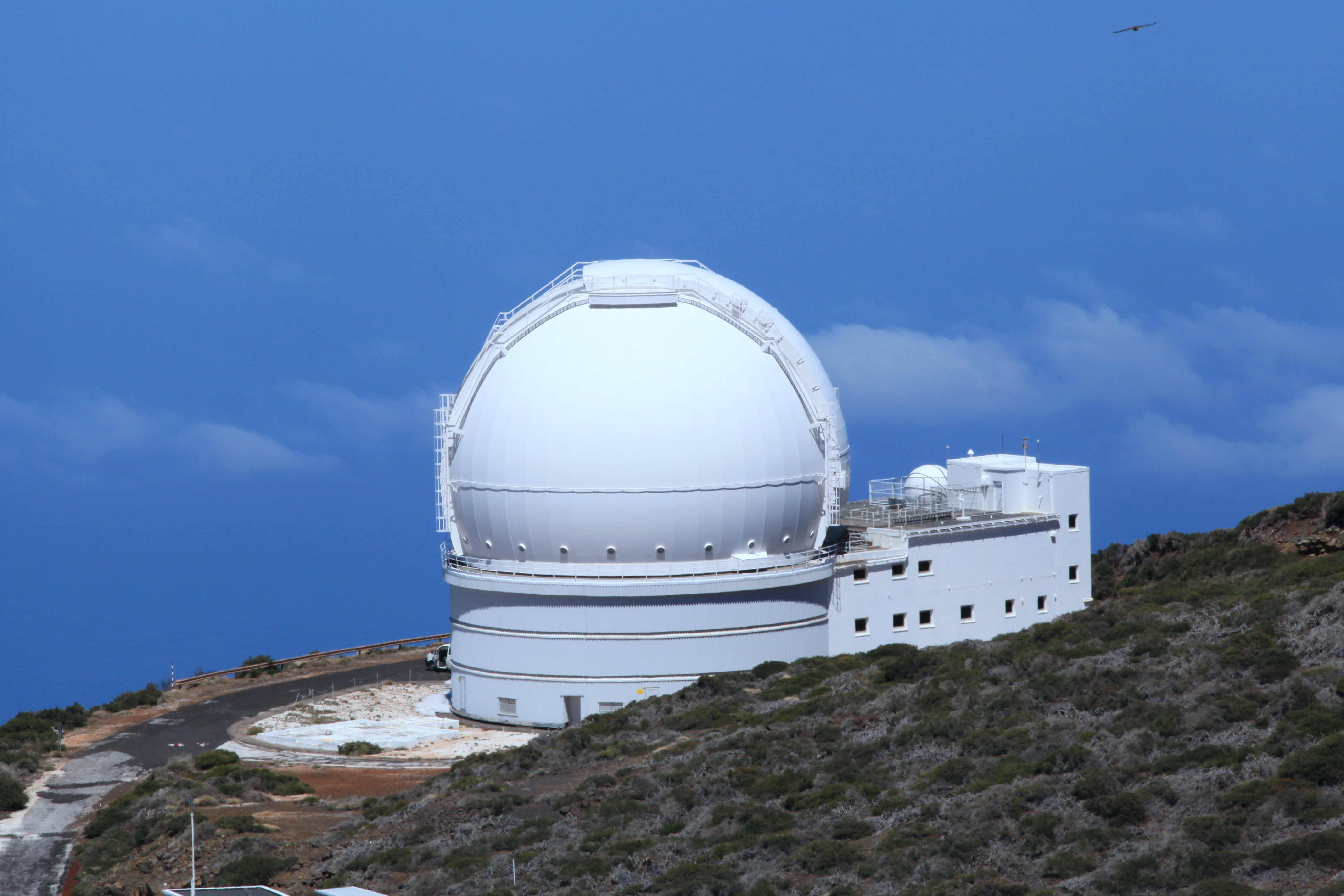
William Herschel Telescope
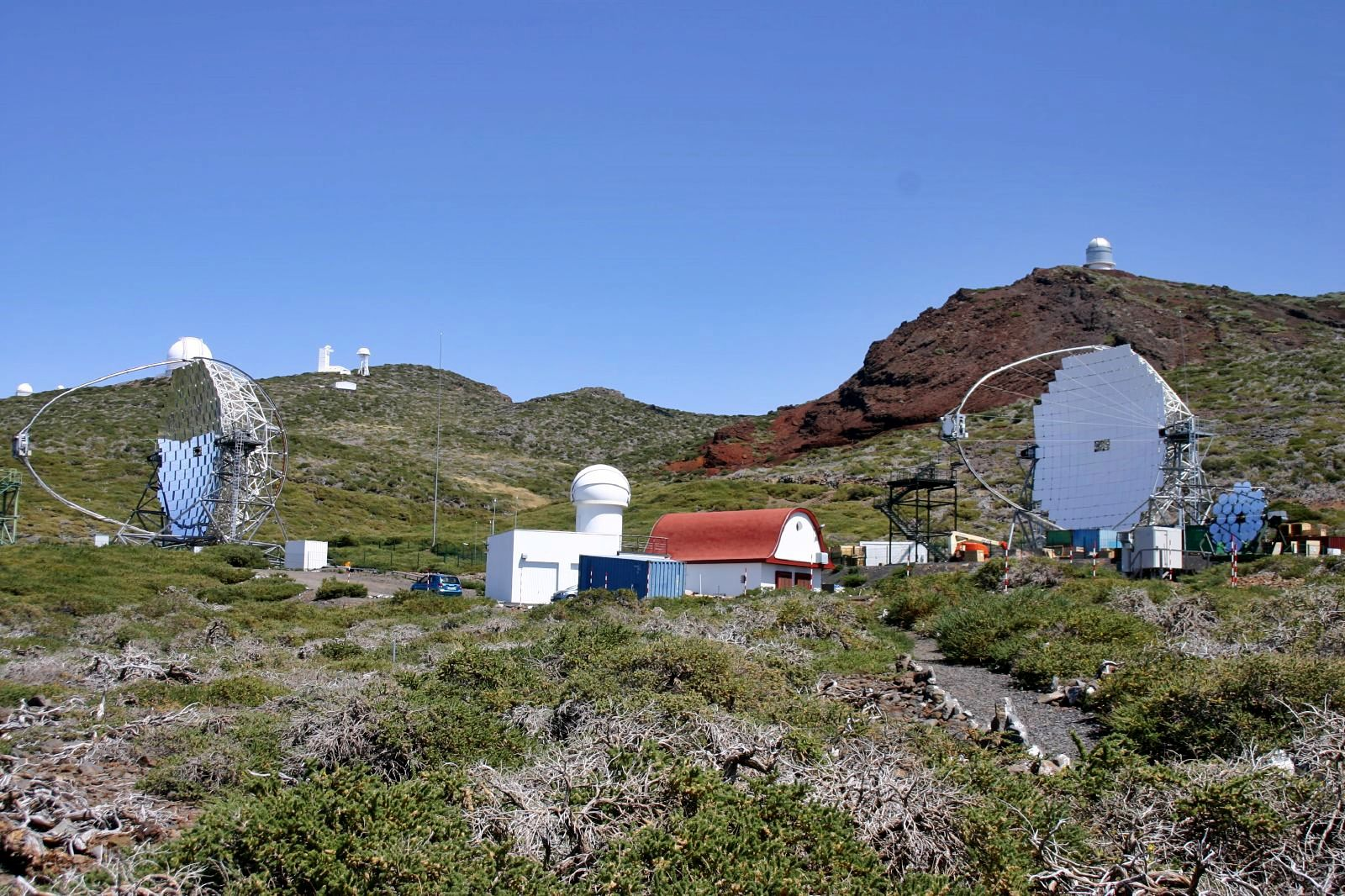
Stavba Čerenkovových teleskopů